# Francisco José Barcellos Sampaio
Francisco José Barcellos Sampaio (Rio de Janeiro, 4 de outubro de 1954), mais conhecido como Francisco Sampaio é um médico brasileiro, urologista, pesquisador 1A do CNPq (desde 1986) e Professor Titular do Centro Biomédico da Universidade do Estado do Rio de Janeiro (UERJ). É coordenador da Unidade de Pesquisa Urogenital, Membro Titular da Academia Nacional de Medicina e Membro Honorário da Academia Brasileira de Médicos Escritores.

## Biografia
Nascido a 4 de outubro de 1954, no Rio de Janeiro.
Ingressou na conceituada Faculdade de Medicina da Universidade do Estado do Rio de Janeiro em 1978, graduando-se em 1983. Após a graduação, fez diversos cursos de especialização, que incluíram a especialização em Anatomia (UERJ) e especialização em Urologia (Sociedade Brasileira de Urologia). Obteve o título de Mestre em Ciências em 1986 pela Universidade Federal do Rio de Janeiro e em 1989 obteve o título de Doutor pela Universidade Federal de São Paulo.

## Atuação universitária
Entrou no quadro da UERJ em 1984, como Professor Auxiliar. Na instituição, passou a Professor Adjunto (1988-1995) e, por meio de concurso de Provas e Títulos, passou a ocupar cargo de Professor Titular do Centro Biomédico da Universidade do Estado do Rio de Janeiro, cargo que ocupa atualmente.
Em 1989, passou a coordenar a Unidade de Pesquisa Urogenital. A Unidade, alocada na Universidade do Estado do Rio de Janeiro (UERJ), dedica-se ao avanço nas pesquisas sobre o sistema urogenital, baseando-se na integração das pesquisas básicas, clínicas e cirúrgicas, promovendo os conceitos da chamada Medicina Translacional. Integram a Unidade profissionais de diversas áreas (médicos urologistas e de outras especialidades, biólogos, nutricionistas, veterinários, etc.), que aplicam metodologias diversas.
Francisco José Barcellos Sampaio criou e é Coordenador Geral do Programa de Pós-Graduação em Fisiopatologia e Ciências Cirúrgicas (Mestrado, Doutorado e Pós-Doutorado – UERJ). O Programa é vinculado ao Departamento de Cirurgia da Faculdade de Ciências Médicas, e tem por objetivo formar profissionais de visão crítica com relação ao fenômeno fisiopatológico e suas repercussões sobre a atividade cirúrgica e experimental, visando o entendimento, controle e tratamento das doenças, através de modelos experimentais e clínico-cirúrgicos. O Programa está avaliado com conceito cinco (excelente) pela Coordenação de Aperfeiçoamento de Pessoal de Nível Superior (CAPES).
Dentre suas linhas de pesquisa, é possível destacar: “ Estudo Tridimensional do Sistema Coletor, Artérias e Veias Renais”, “Efeitos da Desnutrição Proteico Calórica durante a Lactação no Sistema Urogenital da Prole”; “Análise Estrutural e Ultra-Estrutural da Próstata Normal, Hiperplásica e Tumoral em Humanos e Modelos Animais”; “Análise Estrutural e Bioquímica do Pênis e Uretra em Adultos, Fetos e Animais de Experimental”; “Análise Estrutural e Bioquímica do Testículo, Epidídimo e Guberáculo em Fetos, Crianças, Pacientes com Criptorquidia e Modelos Animais”, dentre outros.
Dentre seus mais de 200 artigos científicos originais, possui mais de 40 artigos sobre análise tridimensional das estruturas intra-renais. Seus trabalhos pioneiros sobre este tema são conhecidos em todo o mundo e são reconhecidos como a base para a grande evolução da Endourologia na década de 1990.
Suas atividades acadêmicas incluem a orientação de alunos de graduação e pós-graduação. Na pós-graduação orientou e co-orientou 49 alunos de Mestrado, 37 alunos de Doutorado e supervisionou 3 alunos de pós-doutorado. Orienta também graduandos e bolsistas de Iniciação Científica, contabilizando mais de 150 orientações desse tipo.
Merece também destaque sua atuação na Coordenação de Aperfeiçoamento de Pessoal de Nível Superior (CAPES), onde foi coordenador da área de Medicina-III em dois biênios: 2005-2007 e 2008-2011. Sob sua coordenação, a área de Medicina-III (Cirurgia) obteve grandes êxitos, principalmente no volume de publicações – de acordo com o site Scimago Institutions Rankinds, entre os anos de 2004 e 2009, a área passou da 17ª para a 8ª posição mundial em produção científica.
Em 2023, foi nomeado Reitor do UGB, com sede localizado no município de Volta Redonda, no Rio de Janeiro.

## Atuação médica
Francisco José Barcellos Sampaio atua como Urologista e atende em Clínica particular no Rio de Janeiro, localizada no bairro de Copacabana. Possui Título de Especialista em Urologia desde 1987, pela Sociedade Brasileira de Urologia - Associação Médica Brasileira. Atua há mais de 25 anos como Urologista e Consultor de Urologia no Hospital Pró-Cardíaco, no Rio de Janeiro.

## Academia Nacional de Medicina
Para a Academia Nacional de Medicina, Francisco José Barcellos Sampaio foi eleito a 19 de agosto de 1999. Sua eleição foi um marco para a instituição – Francisco Sampaio tinha apenas 15 anos de formado à época. A memória apresentada para candidatura era intitulada “Modificações Morfológicas e Bioquímicas do Gubernáculo durante a Migração do Testículo em Fetos Humanos”.
De acordo com a tradição da instituição, no dia de sua posse (28 de setembro de 1999), o novel Acadêmico foi introduzido no Salão Nobre pelos Acadêmicos Fernando Pires Vaz, Gerson Cotta-Pereira, Roberto Soares de Moura, Mario Giorgio Marrano (Honorário), Francisco Fialho e Fioravanti Alonso di Piero. Francisco Sampaio foi paraninfado pelo Acadêmico e ex-Presidente Sergio D’Avila Aguinága, sob a presidência de Aloysio de Salles Fonseca. O Acadêmico ocupa a Cadeira de nº 92, cujo ocupante anterior fora José Maria Pinto Barcellos.
Dentro da instituição, participou por diversas vezes da Diretoria, ocupando cargos como: Tesoureiro (2001-2003), Presidente da Secção de Ciências Aplicadas à Medicina (2009-2011) e 1º Vice-Presidente (2013-2015). Foi, então, eleito para a Presidência da instituição para o biênio 2015-2017, tendo sido saudado pelo ex-Presidente Pietro Novellino.
Ao longo de sua gestão, Francisco Sampaio esteve comprometido com a abertura da Academia Nacional de Medicina à sociedade, por meio de atividades científicas e culturais de impacto. Além das tradicionais Sessões Ordinárias (realizadas todas as quintas-feiras desde a fundação da Academia), foram realizados Simpósios de grande importância, como “Aborto”, “Direito de Morrer”, “Obesidade”, “Judicialização da Medicina”, etc., que foram acompanhados pelo grande público, em Sessões de público recorde.
O aumento da visibilidade da Academia na mídia também pode ser destacado: em parceria com jornais de grande circulação como o Jornal do Brasil, onde foram publicadas mais de 120 matérias a respeito da Academia Nacional de Medicina, entre imprensa escrita, televisiva e falada.
Foi implementada a documentação e a restauração do importante acervo histórico da instituição, que inclui a importante coleção de quadros, mobiliário, óculos, gravuras e esculturas. Além deste fato, a gestão preocupou-se com a veiculação de diversas publicações inéditas, como o livro “Quadros da Academia Nacional de Medicina”, por meio da recém-criada Editora da Academia Nacional de Medicina.
Foi realizada também a Reforma do Regimento Interno, iniciada na gestão Pietro Novellino, que culminou na implementação, após 187 anos, do voto por correspondência para os Acadêmicos impossibilitados de comparecer e exercido pela primeira vez na história da Academia em 16 de junho de 2016.
Foi reeleito presidente da Academia Nacional de Medicina em 25 de novembro de 2021
No dia 19 de dezembro de 2023, em Paris, o Dr. Francisco Sampaio tomou posse na Academia Nacional de Medicina da França, como Membre Associé Étranger da 2ª divisão de cirurgia e especialidades cirúrgicas.

## Atuação como editor
Na Sociedade Brasileira de Urologia foi, durante 11 anos (2000-2010), Editor Chefe do International Braz J Urol. Ao longo dos anos, a revista recebeu diversas indexações (SciELO, PubMed e ISI/Web of Science), que asseguraram a recuperação de qualquer documento ou informação no momento em que um usuário busca um assunto em sistema de informação. A revista tornou-se a principal revista de Cirurgia e Urologia da América Latina e Península Ibérica; foi classificada à época como a terceira revista de maior impacto dentre todas as especialidades médicas e biológicas.
Além do International Braz J Urol, Francisco Sampaio é Membro do Corpo Editorial e Revisor ad-hoc de periódicos e revistas internacionais de urologia.

## Publicações
Em seu currículo na Plataforma Lattes, constam mais de 200 artigos publicados em periódicos, 84 capítulos de livros e 3 livros. Destes, é possível destacar a obra “Renal Anatomy Applied to Urology, Endourology, and Interventional Radiology” (1993), publicada em Nova York pela Editora Thieme Medical Publishers.

## Outras Atividades
Francisco Sampaio possui nacionalidade portuguesa. Filho de Adda Maria Barcellos Sampaio e de Domingos Garcia Menéres Sampaio, português nascido em Lisboa em 1919. Possui fortes laços com Portugal. É bisneto de Clemente da Fonseca Guimarães Menéres, eminente cidadão português, empresário, fundador em 1874 da atual Sociedade Clemente Menéres Lda. Além deste fato, Clemente Menéres dá nome a uma rua da cidade do Porto, junto ao Jardim do Carregal e Hospital Santo Antônio. Francisco Sampaio participa da Sociedade Clemente Menéres Lda., à qual pertence a Quinta do Romeu, localizada no Douro Superior, que produz azeite, vinho, vinho do Porto e cortiça, praticando agricultura biológica - certificada pela Comunidade Europeia – e, mais recentemente, a biodinâmica.